# Oecetis mambia
Oecetis mambia là một loài Trichoptera trong họ Leptoceridae. Chúng phân bố ở miền Australasia.